# Sabotaje (película de 1996)
Sabotaje es una película de acción y suspense del año 1996, dirigida por Tibor Takács y protagonizada por Mark Dacascos, Carrie-Anne Moss, Tony Todd y Graham Greene. La película fue producida por la compañía cinematográfica Applecreek Communications Inc. con un guion de Rick Filon y Michael Stokes.

## Argumento
Trata sobre un antiguo comando naval que colabora con una agente del FBI para localizar a un asesino.